# Coppa dei Campioni d'Africa 1996
La Coppa dei Campioni d'Africa 1996 è stata la trentaduesima edizione del massimo torneo calcistico africano per squadre di club maggiori maschili.

## Risultati

### Turno preliminare
| Squadra 1        | Totale      | Squadra 2           | Andata | Ritorno |
| ---------------- | ----------- | ------------------- | ------ | ------- |
| Fobar            | 1 - 2       | Mbabane Highlanders | 0 - 0  | 1 - 2   |
| Express          | 2 - 3       | Sunrise             | 1 - 0  | 1 - 3   |
| Young Africans   | 1 - 3       | APR                 | 1 - 0  | 0 - 3   |
| Township Rollers | 2 - 5       | Black Africa        | 2 - 1  | 0 - 4   |
| St. George       | 2 - 2 (gfc) | St. Louis Suns Utd  | 1 - 0  | 1 - 2   |
| Postel 2000      | 3 - 1       | Cheminots           | 2 - 0  | 1 - 1   |
| Saint-Denis      | 10 - 1      | Majanja             | 7 - 0  | 3 - 1   |
| Toffa Cotonou    | a tav.      | Mighty Barrolle     | 0 - 0  | -       |
| FACA             | a tav.      | Maniema             | 0 - 4  | -       |
| Boavista Praia   | a tav.      | ASC Sonalec         | -      | -       |

### Primo turno
| Squadra 1          | Totale      | Squadra 2           | Andata | Ritorno |
| ------------------ | ----------- | ------------------- | ------ | ------- |
| ASEC Mimosas       | 5 - 0       | Postel 2000         | 4 - 0  | 1 - 0   |
| JS Kabylie         | 4 - 1       | Boavista Praia      | 2 - 0  | 2 - 1   |
| ASFA-Yennenga      | 2 - 5       | Obuasi Goldfields   | 1 - 4  | 1 - 1   |
| Shooting Stars     | 5 - 2       | Mangasport          | 4 - 0  | 1 - 2   |
| Racing Bafoussam   | 1 - 1       | Maniema             | 1 - 1  | -       |
| CODM Meknès        | 2 - 2 (gfc) | Semassi             | 1 - 0  | 1 - 2   |
| Desportivo Maputo  | a tav.      | Cape Town Spurs     | -      | -       |
| Bantous            | 1 - 2       | APR                 | 1 - 0  | 0 - 2   |
| Sfaxien            | a tav.      | Mighty Barrolle     | -      | -       |
| Al-Hilal Omdurman  | 0 - 1       | St. George          | 0 - 0  | 0 - 1   |
| Petro Atlético     | 3 - 1       | Black Africa        | 2 - 0  | 1 - 1   |
| Zamalek            | 4 - 3       | Sunrise             | 3 - 1  | 1 - 2   |
| Orlando Pirates    | 4 - 3       | Saint-Denis         | 2 - 0  | 2 - 3   |
| Mufulira Wanderers | 4 - 0       | Mbabane Highlanders | 3 - 0  | 1 - 0   |
| Dynamos            | 2 - 0       | Gor Mahia           | 1 - 0  | 1 - 0   |
| Diaraf             | 1 - 1 (gfc) | Kaloum Star         | 0 - 0  | 1 - 1   |

### Secondo turno
| Squadra 1          | Totale | Squadra 2         | Andata | Ritorno |
| ------------------ | ------ | ----------------- | ------ | ------- |
| Shooting Stars     | 6 - 4  | Dynamos           | 5 - 1  | 1 - 3   |
| Mufulira Wanderers | 1 - 2  | Orlando Pirates   | 1 - 1  | 0 - 1   |
| Maniema            | 0 - 1  | JS Kabylie        | 0 - 1  | 0 - 0   |
| APR                | 2 - 3  | Petro Atlético    | 2 - 0  | 0 - 3   |
| Zamalek            | a tav. | Desportivo Maputo | -      | -       |
| CODM Meknès        | 1 - 0  | Obuasi Goldfields | 1 - 0  | 0 - 0   |
| Diaraf             | 1 - 1  | ASEC Mimosas      | 1 - 1  | 0 - 0   |
| Sfaxien            | 3 - 1  | St. George        | 3 - 0  | 0 - 1   |

### Quarti di finale
| Squadra 1       | Totale          | Squadra 2      | Andata | Ritorno |
| --------------- | --------------- | -------------- | ------ | ------- |
| Orlando Pirates | 1 - 1 (3-4 dcr) | Shooting Stars | 1 - 0  | 0 - 1   |
| Petro Atlético  | 1 - 2           | JS Kabylie     | 1 - 1  | 0 - 1   |
| Zamalek         | 4 - 2           | CODM Meknès    | 2 - 0  | 2 - 2   |
| Sfaxien         | 6 - 3           | Diaraf         | 5 - 0  | 1 - 3   |

### Semifinali
| Squadra 1  | Totale          | Squadra 2      | Andata | Ritorno |
| ---------- | --------------- | -------------- | ------ | ------- |
| JS Kabylie | 1 - 2           | Shooting Stars | 1 - 1  | 0 - 1   |
| Sfaxien    | 1 - 1 (3-4 dcr) | Zamalek        | 1 - 0  | 0 - 1   |

### Finale

#### Andata
| Arbitro: | McLeod |

|                       |           |             |
| Onya 34’ Babalade 63’ | Marcatori | 89’ Mostafa |

#### Ritorno
| Arbitro: | Békaye Magassa |

|                                               |                      |                                    |
| Abdel-Hady 29’ Mansour 66’                    | Marcatori            | 89’ Ademola                        |
| Gamal Mansour El-Sheshini El-Kass Kasem Nabih | Tiri di rigore 5 – 4 | Mancha ? Babalade ? Baruwa Ademola |